# Kettenheim
Kettenheim là một đô thị thuộc huyện Alzey-Worms, bang Rheinland-Pfalz, nước Đức. Đô thị Kettenheim có diện tích 3,47 km².